# Mîrivka, Volociîsk
Mîrivka (în ucraineană Мирівка) este un sat în comuna Fedirkî din raionul Volociîsk, regiunea Hmelnîțkîi, Ucraina. 
Localitatea face parte din regiunea istorică Volânia, iar după tratatul de pace de la Riga din 1921 a devenit parte a Uniunii Sovietice.

## Demografie
Componența lingvistică a localității Mîrivka
     Ucraineană (96,59%)
     Rusă (3,17%)
Conform recensământului din 2001, majoritatea populației localității Mîrivka era vorbitoare de ucraineană (96,59%), existând în minoritate și vorbitori de rusă (3,17%).